# Анемари Шварценбах
Анемари Шварценбах (Цирих, 23. мај 1908 — Зилс им Енгадин, 15. новембар 1942) била је швајцарска књижевница, историчарка, новинарка и фотографкиња. Током свог кратког живота објавила је романе Бернардов круг (1931) Лирски роман (1933) и Срећна долина (1940); путопис Зима у Малој Азији: дневник путовања (1934); биографију Лоренц Саладин: живот за планине (1938); и више од стотину новинарских репортажа и фотографија објављених по швајцарским новинама и часописима. Након смрти пала је у заборав, да би се почетком осамдесетих пробудило интересовање за њено књижевно и фотографско стваралаштво, као и интересовање за неуобичајан живот који је водила.
Као потомак једне од најбогатијих швајцарских породица тог времена, Анемари Шварценбах је одбацила конзервативне вредности класе којој је по рођењу припадала, живећи као ослобођена индивидуа андрогиног изгледа у боемским данима Вајмарске републике и као антифашисткиња блиска левом кругу интелектуалаца окупљених око Ерике и Клауса Мана у мрачним временима непосредно пре и током Другог светског рата. „Опустешени анђео“, како ју је Томас Ман прозвао, већи део свог живота борила се са депресијом, зависношћу од наркотика и посесивном мајком. Као вид бекства од унутрашњих борби прибегавала је путовањима. Путовала је по Европи, Блиском истоку, средњој Азији, Русији, САД и средњој Африци. На поједина путовања одлазила је у свом аутомобилу путујући хиљадама километара у време када су жене возачи били реткост.

## Биографија

### Детињство и младост
Анемари Шварценбах је рођена 23. мај 1908. у Цириху. Њена мајка, Марија Рене, била је ћерка врховног команданта швајцарске војске, чији је дом био седиште окупљања европског друштвеног крема и где су редовни гости били Брамс, Вагнер и Алфред Нобел. Отац Алфред јој је био образавни и богати поседник највећег постројења за производњу свиле у Швајцарској. Размажена од стране превише брижне мајке, Анемари је била болешљиво дете, које је од раних ногу писало приче и бајке као вид бега од стварности. Према речима њене сестре мајка ју је охрабривала у жељи да се облачи као дечак и подстицала њено интересовање ка девојчицама. У приватној школи у Цириху слушала је само предмете који су јој се допадали: немачки језик и књижевност, историју и музику. Студирала је у Цириху и Паризу, а у двадесет трећој је докторирала историју на Циришком универзитету. Убрзо након завршетка студија објавила је први роман Бернардов круг (Freunde um Bernhard).

### Тридесете године 20. века
Почетком 1930-их живела је у декадетном и немирном међуратном Берлину са Ериком и Клаусом Маном, који су јој дали надимак Моро. Фацинирана Ерикиним шармом убрзо се у њу заљубила. Веза није дуго трајала, али је након прекида остала са Ериком у блиским односима, називајући је често у својим писмима старијим братом. Блиско пријатељство оставрила је и са Клаусом са којим је делила страст према уметности, путовањима и наркотицима.
Анемари је била страствени путник. Са Клаусом је обишла Италију, Француску и Скандинавију, док је са фотографкињом Маријаном Бреслауер обишла Шпанију. Маријан фасцинирана њеним андрогиним изгледом ју је описала као: „чудан спој мушкарца и жене”; и као: „небеску слику арханђела Гаврила“. За Иран је први пут отпутовала 1933, а након повратка отишла је са Клаусом у Москву на конгрес Уније совјетских писаца.
Када су нацисти дошли на власт и укинули Вајмарску републику 1933, тензија између Анемари и њене породице почела је да расте, стога што су поједини чланови породице отворено подржавали ужу сарадњу швајцарског десничарског фронта и Хитлерове странке. Њени родитељи саветовали су јој да прекине односе са Мановима, којима је мајка била Јеврејка а отац антифашистички интелектуалац и нобеловац Томас Ман. Анемари која је под утицајем Манових постала пацифисткиња и антифашисткиња финансирала је Клаусов антифашистички књижевни часопис Die Sammlung. Раскорак између Анемари и њене породице кулминирао је након скандала у Цириху 1934, када су наступили нереди током изведбе Ерикиног антифашистичког кабареа Млин за бибер (pfeffermühle). Организатор нереда био је њен рођак Џејмс Шварценбах који је наводно био подржан од стране Анемарине мајке. Ухваћена између две ватре и оптужена за нелојалност и од стране Ерике и од стране мајке, Анемари се супроставила родитељима објављујући новински чланак, у којем је подржала антифашистички кабаре своје пријатељице. Упркос томе Ерика Ман је направила дистанцу. Шварценбах је утеху тражила у наркотицима, да би 1935. покушала да изврши самоубиство.
У Иран, то јест Техеран, вратила се 1935, где се удала за француског дипломату Клода Ахила Кларка. То је био уговорени брак у функцији паравана, уобичајан међу хомосексуалним особама тог времена.  Овим браком Анемари је узела француско држављанство и стекла дипломатски пасош којим је слободније могла да се креће светом приликом путовања. Пошто јој је монденски живот Европе недостајао, све је дубље тонула у зависност од морфијума. Ускоро је изазвала скандал упуштајући се у аферу са ћерком турског амбасадора у Техерану.
Путујући колима кроз Русију и Балкан, поново се вратила у Швајцарску. У својој домовини заинтересовала се за живот и рад Лоренца Саладина, швајцарског планинара и фотографа скромног порекла који је освојио неке од највиших планинских врхова и који је 1937. изгубио живот освајајући планину на руско-кинеској граници. Поред тога што се одушевљевала његовим фотографијама, била је фасцинирана Саладиновим неустрашивим ставом према животу и потешкоћама. Из Москве за Швајцарску донела је његове фотографије и дневнике, који су јој послужили као грађа за књигу Лоренц Саладин: живот за планине (Lorenz Saladin: Ein Leben für die Berge). Предговор за књигу написао је Свен Хедин. То је била уједно и њена најуспешнија књига за живота. У овом периоду написла је и роман Смрт у Персији (Tod in Persien), који је објављен постхумно 1998.
Захваљујући познанству са америчком фотографкињом Барбаром-Хамилтон Рајт 1936. одлази на своје прво путовање у САД. Пропутовала је источну обалу зашавши до далеког америчког југа и рударских басена индустријске регије Питсбурга, где је фотографијама документовала Другу Америку, оличену у великој незапослености, сиромашном пролетеријату и расној дискриминаци, која је откривала мрачну страну америчког сна. Након повратка из Америке, да би се изборила са сопственом завишношћу од дрога и од наступајућег таласа насиља пред сам почетак Другог светског рата, Анемари одлази на путовање колима по Авганистану, заједно са етнолошкињом и бившом капитенком швајцарског женског тима хокеја на трави Елом Мелар. Мелар је путовање описала у свом путопису Окрутан пут (The Cruel Way).

### Други светски рат и смрт
Након путовања по Авганистану отпутовала је за САД, где је поново била са својим пријатељима Мановима, који су избегли на амерички континент. Са њима је радила у комитету за помоћ европским избеглицама. Ерика је ускоро, отпутовала за Лондон што је разочарало Анемари која се надала обнови емотивног односа. У Њујорку је преко Ерике упознала двадесттрогодишњу књижевницу Карсон Мекалерс са којом је ушла у везу. Однос у њиховој вези није био реципрочан пошто Анемари није била превише заинтересована за одржавање односа те ју је често избегавала. Мекалерс ће свој други роман Одсјаји у златном оку посвети њој. Раскинуле су након што је Анемари обновила однос са баронесом Маргот фон Опел, женом познатог немачког магната аутомобила Опел. Упркос раскиду Мекалерс и Шварценбах су остале у пријатељским односима. Након новог таласа депресије Шварценбах је искела вене покушавајући да се убије. Овог пута је хоспитализована у болницу, одакле је успела да изађе под условом да напустити САД. Вратила се прво у Швајцарску, а затим је отпутовала на територију Слободне Француске у Белгијском Конгу, а затим у Лисабон. У јуну исте године, пре повратка у Швајцарску, састала се са својим мужем Клодом Клараком у Тетуану.
7. септембра 1942. у Ендгедину пала је са бицикла и повредила се. Пошто повреда није правилно дијагностикована умрла је 15. новембра исте године у својој 34. години. Док је лежала у болници, њена посесивна мајка није дозвољавала никоме да је посети, чак ни њеном супругу. Након смрти спалила је ћеркина писма и дневнике. Фотографије и рукописе њених дела сачували су пријатељи и данас се чувају у Швајцарском књижевном архиву у Берну.